# Our New Errand Boy
Our New Errand Boy je britský němý film z roku 1905. Režisérem je James Williamson (1855–1933). Film trvá zhruba 5 minut.
Ve filmu hraje režisérův syn Tom Williamson, který je považován za jednoho z prvních profesionálních dětských herců v historii kinematografie.

## Děj
Film zachycuje zlomyslného chlapce, jak ubližuje několika lidem. Když se kluk dostaví do obchodu, kde pracuje, najde zde všechny své oběti. Okamžitě se proto rozhodne pro útěk, který se mu zdaří. Nekajícný chlapec se na závěr svým pronásledovatelům vysměje.

## Obsazení
| Tom Williamson   | chlapec   |
| James Williamson | obchodník |